# Kutluören, Eflani
Kutluören là một xã thuộc huyện Eflani, tỉnh Karabük, Thổ Nhĩ Kỳ. Dân số thời điểm năm 2010 là 131 người.